# Reason (EP)
Pour les articles homonymes, voir Reason.
Albums de The Fray
Movement (EP)
(2002) How to Save a Life
(2005)
Reason est le deuxième EP du groupe américain de rock The Fray, publié en 2003.

## Liste des chansons
Toutes les chansons sont écrites et composées par Isaac Slade et Joe King.
| No | Titre          | Durée |
| -- | -------------- | ----- |
| 1. | Together       | 2:25  |
| 2. | Some Trust     | 3:01  |
| 3. | Vienna         | 3:50  |
| 4. | Without Reason | 3:38  |
| 5. | City Hall      | 3:09  |
| 6. | Oceans Away    | 3:59  |
| 7. | Unsaid         | 3:05  |